# Sigismondo Donati
Sigismondo Donati (* 1552  in Correggio; † 19. November 1641 in Ascoli Piceno) war römisch-katholischer Bischof von Ascoli Piceno.

## Biografie
Donati wurde 1552 in Correggio als Sohn von Antonino Cavaliere geboren.
Seine Ernennung zum Bischof von Venosa erfolgte am 17. August 1598.
Am 7. Januar 1605 wurde er als Nachfolger des zurückgetretenen Kardinals Girolamo Bernerio OP zum Bischof von Ascoli Piceno ernannt.
In der Zeit vom 14. November 1618 bis 12. Mai 1621 wurde er von Papst Paul V. als Apostolischer Nuntius nach Venedig berufen. In der Widmung von Licurgo wird erwähnt, dass er von Großherzog Cosimo II. sehr geschätzt wurde.
Nach seinem Aufenthalt in Venedig kehrte er nach Ascoli Piceno zurück, wo er am 19. November 1641 starb.